# Friedrich Michael Hauck
Friedrich Michael Hauck (* 2. August 1769 in Essingen; † 26. März 1839 in Frankfurt am Main) war ein deutscher Bankier und Politiker.

## Leben
Hauck war der Sohn des Dalbergischen Amtskellers in Essingen und Kurpfälzischer Rates Johann Jakob Hauck (1728–1774) und dessen Ehefrau Catharina geborene Wolff (1736–1804) aus Rhodt. Er war evangelischer Konfession und heiratete Catharina Ernestine Fleischer (* 9. Oktober 1771 in Frankfurt am Main; † 2. März 1837 ebenda), die Tochter des Buchhändlers und Verlegers Johann Georg Fleischer und der Charlotte Wilhelmine geborene Triller aus Usingen. Aus der Ehe gingen folgende Kinder hervor:
- Charlotte Catharina Wilhelmine von Rauch, geb. Hauck (1797–1876) heiratete den Papierfabrikant Johann Moritz von Rauch (1794–1849) in Heilbronn
- Georg Adolf Heinrich Hauck (1812–1884) Gründer des Bankhauses Georg Hauck & Sohn
- Ferdinand Wilhelm Gerhard Hauck (1813–1888), Gründer des Bankhauses Ferdinand Hauck

Am 18. Dezember 1795 erwarb Hauck das Frankfurter Bürgerrecht. Am 1. Januar 1796 wurde Friedrich Michael Hauck neuer Teilhaber des seit 1753 bestehenden Geschäfts Gebhard & Platz in Frankfurt am Main. Gebhard & Hauck, wie das Geschäft nun hieß, betrieb Wechsel-, Commissions- und Speditionsgeschäfte. Bankgeschäfte betrieben Gebhard & Hauck nur nebenbei. Allerdings ist bekannt, dass bereits im Jahr 1800 Gebhard & Hauck dem Oberrheinischen Kreis ein Darlehen von 100.000 Gulden zu einem Zinssatz von 4,5 Prozent zur Verfügung stellte. 1814 verstarb der Kompagnon Peter Gebhard und Friedrich Michael Hauck  wurde am 1. Januar 1814 zusammen mit seinem Vetter Georg Heinrich Hauck Inhaber des Bankgeschäfts.
1839 übernahmen Georg Heinrich (1812–1884) und Ferdinand Hauck (1813–1888) nach dem Tod ihres Vaters Friedrich Michael (dessen Kompagnon Peter Gebhard war bereits 1814 verstorben) Gebhard & Hauck, gingen aber 1861 getrennte Wege.
Friedrich Michael Hauck gehörte von 1815 bis 1825 der Ständigen Bürgerrepräsentation und von 1817 bis 1819 dem Gesetzgebenden Körper der Freien Stadt Frankfurt an. 1816 bis 1829 war er Mitglied der Frankfurter Handelskammer. 1821 bis 1829 leitete er als Senior (also als Vorsitzender) die Geschäfte der Handelskammer. In dieser Zeit erwarb er sich Verdienste um die Frankfurter Handelspolitik, beispielsweise um die Gründung des mitteldeutschen Handelsvereins 1828. Er war Freimaurer.